# ヴァシリー・レベジェフ＝クマチ
ヴァシリー・イワノヴィッチ・レベジェフ＝クマチ（Васи́лий Ива́нович Ле́бедев-Кума́ч、1898年7月27日（グレゴリオ暦8月8日）-  1949年2月20日）は、ソビエト連邦の詩人であり、 1941年の第2回スターリン賞受賞者。
ボリシェヴィキ党歌の作詞者。小惑星(5076) Lebedev-Kumachはレベジェフ＝クマチに因んで命名された。

## 生涯
1898年7月27日（8月8日）モスクワで貧しい靴屋イワン・ニキチッチ・クマチIvan Nikitich Kumach（1870-1936）とドレスメーカーMaria Mikhailovna Lebedeva（1873-1945）の間に生まれた。P. G. Vinogradov奨学金を得て、彼は第10回モスクワ体育館で学び、1917年に金メダルを授与された。同年、彼はモスクワ大学の歴史学部と哲学部に入学したが、革命と内戦のために卒業することはできなかった。
　革命軍事評議会の理事会の報道局と軍事部門の「アギトロスタ」で働いた。その後、1922-1934年に雑誌「Crocodile」の編集部のメンバーとなり、様々な定期刊行物に取り組んだ。
　ソ連の作家連合の創設者の1人であり、1934年以来のメンバー。1936年に祖国の歌の作詞を手掛け、2年後の1938年にはボリシェビキ党歌を作詞。この功績によってロシア・ソビエト連邦社会主義共和国最高会議の代議員に選出され、翌年にはソビエト連邦共産党の代議員にもなる。
　第二次世界大戦の間、政治的労働者として海軍に勤め、新聞 "赤い艦隊"の従業員だった。